# Artediellus scaber
Artediellus scaber és una espècie de peix pertanyent a la família dels còtids.
Fa 8,4 cm de llargària màxima (normalment, en fa 6) i té una aleta caudal arrodonida. Menja petits invertebrats bentònics.
És un peix marí bentònic, demersal i de clima polar que viu entre 0-290 m de fondària. Es troba a Alaska, Canadà i Rússia. És inofensiu per als humans.